# Dick Vance
Dick Vance (Mayfield, 28 november 1915 - New York, 1985) was een Amerikaanse swing-trompettist en arrangeur, die onder meer voor Duke Ellington werkte.
Nadat hij actief was voor J. Frank Terry speelde hij kort in de groep van Lil Armstrong. In New York was hij onder meer trompettist in het orkest van Fletcher Henderson, waar hij ook wel af en toe zong. In 1939 werd hij lid van de band van Chick Webb, waar hij bleef toen Webb was overleden en Ella Fitzgerald het roer overnam. Hij schreef veel arrangementen voor deze groep. Hierna speelde hij bij verschillende musici, zoals Charlie Barnet, Don Redman, Eddie Heywood en Ben Webster. Hij studeerde aan het Juilliard Institute (1946-1949), was jaren actief in pit orchestras en schreef charts voor bijvoorbeeld Ellington, Harry James, Cab Calloway en Earl Hines. In de jaren vijftig was hij onder meer trompettist bij Henderson (1950) en bij Ellington, waarvoor hij ook arrangeerde (Ellington '55). Hij speelde regelmatig in de Savoy Ballroom. In 1969 toerde hij door Europa met Eddie Barefield.
Vance heeft als leider slechts twee albums opgenomen, maar zijn spel is op talloze opnames te horen, zoals van Roy Eldridge, Billie Holiday, Hot Lips Page, Earl Bostic, Una Mae Carlisle, Coleman Hawkins, Larry Darnell, Benny Carter, Mel Powell, Terry Timmons, Mabel Scott, Big Joe Turner, Mickey & Sylvia, Sonny Stitt & the Top Brass en Carrie Smith.

## Discografie (selectie)
als leider:
- Hand Band - Will Swing, Strand Records, 1963
- Like Dixie - But, Dick Vance and His Dixieland Kings (met o.a. Eddie Barefield), Sue Records, 1964

met Fletcher Henderson:
- The Complete Fletcher Henderson (1927-1936), 1976
- 1934-1937, Classics, 1990
- 1937-1938, Classics, 1990
- Live at the Grand Terrace Chicago 1938, Storyville, 1993

met Ella Fitzgerald:
- Live from Roseland Ball, Laserlight
- The Early Years, Pt. 2, GRP, 1993

met Duke Ellington
- Liberian Suite: A Tone Parallel to Harlem (opnames 1947), CBS, 1973
- Hi-Fi Ellington Uptown, 1953
- Ellintgton '55, 1956